# Zone de secours Hainaut Centre
(nl) Hulpverleningszone Henegouwen Centrum
(de) Hilfeleistungszone Hennegau Zentrum
La zone de secours Hainaut Centre est l'une des 34 zones de secours de Belgique et l'une des 3 zones de la province de Hainaut.

## Caractéristiques

### Communes protégées
La zone de secours Hainaut Centre couvre les 28 communes suivantes: Binche, Boussu, Braine-le-Comte, Brugelette, Chapelle-lez-Herlaimont, Chièvres, Colfontaine, Dour, Écaussinnes, Enghien, Estinnes, Frameries, Hensies, Honnelles, Jurbise, La Louvière, Le Rœulx, Lens, Manage, Mons, Morlanwelz, Quaregnon, Quévy, Quiévrain, Saint-Ghislain, Seneffe, Silly, Soignies.

## Casernes
Voir aussi: Liste des services d'incendie belges
La zone de secours Hainaut-Centre a son état-major à Mons et possède 10 casernes, appelées postes de secours, et répartis en 3 groupements, chacun commandés par un officier-pompier :
- Groupement 1 :
  - Braine-le-Comte
  - Enghien
  - Soignies

- Groupement 2 :
  - Binche
  - La Louvière

- Groupement 3 :
  - Chièvres
  - Mons

- Groupement 4 :
  - Dour
  - Quiévrain
  - Saint-Ghislain

## Organisation

### Formation
La formation du personnel de la zone est déléguée à l'Institut provincial de formation de la province de Hainaut, notamment sur le site de l'Ecole provinciale du Feu du Hainaut (EPFH) jouxtant la base aérienne de Chièvres et le poste de secours de Chièvres.